# Winfried Irgang
Winfried Irgang (ur. 1942 w Brnie) – niemiecki historyk, mediewista.
Studiował historię, romanistykę i filozofię w Moguncji, Berlinie w 1970 uzyskał stopień doktora.
Stypendysta Niemieckiej Wspólnoty Badawczej (Deutsche Forschungsgemeinschaft) w latach 1970–1978, pracownik Instytutu Herdera od 1978, później także zastępca dyrektora tamże. Redaktor czasopisma „Zeitschrift für Ostmitteleuropa-Forschung”. Wydawca „Schlesisches Urkundenbuch”. Doktor honoris causa Uniwersytetu Wrocławskiego (2003).